# Duronia
Duronia è un comune italiano di 390 abitanti della provincia di Campobasso in Molise.

## Storia
Il nome antico del Comune era Civitavecchia, e cioè “Civile veteris” nel secolo XIV – “Civitatis vetule” nel latino curiale – “Civitavetula” nel secolo XVI. Fra il 1755 e il 1760, quando furono scoperte nel suo agro pregevoli tombe, e non poche iscrizioni lapidarie e monete attestanti la remota preesistenza di un cospicuo centro urbano, si confermò nei cultori di patrie memorie il convincimento che ivi sorgesse la “Duronia” dei Sanniti, che Livio dice espugnata dal console Lucio Papirio Cursore, console romano, nell'anno di Roma 459 (293 a.C.).
E perché sarebbe stata proprio Duronia e non altra delle tante città sannitiche, delle quali invano le tracce e le venerande reliquie? Il motivo fu che l'agro del Comune è percorso dal torrente Durone, nel cui nome parve ravvisarsi la ricordanza e quasi l'eco perpetuata del nome dell'antica città.
Il Garucci era di opinione che il presente abitato fosse invece l'erede del superbo “Bovianum vetus”, come Pietrabbondante di “Aquilonia”, dalla milizia linteata. Sennonché, per le reliquie tornate alla luce, e per il Durone il cui nome pur qualcosa ha da ricordare, il consiglio comunale chiese, nel 1875, ottenendolo, il permesso di mutare il nome di Civitavecchia per quello di Duronia, per effetto del quale il piccolo comune molisano ha raggiunto il duplice scopo di rivendicare un'agnazione che l'onora e di sopprimere l'omonimia di Civitavecchia laziale.
L'antico abitato è sulla vetta di un monte, le cui falde occidue hanno a saldo rinforzo i cosiddetti “Morconi di Lauro”, superbi ed eretti macigni alla cui sommità si adergono i “Morconi di S.Tommaso”, che fanno scolta alla chiesa parrocchiale. La memoria più remota che si abbia di Duronia n'è data da un diploma del 1270 col quale Carlo I d'Angiò assegnava la metà del feudo di Civitavecchia a Raimondo Cantelmo, figlio di Bertrando signore di Roccavivara. Questo diploma, naturalmente, non esclude che Duronia preesistesse fin dai tempi longobardi, se si tenga conto che esisteva la vicina Civitanova: la quale, evidentemente, venne così chiamata in contrapposto della Civitavecchia, il cui nome attesta di per sé l'entità più antica.
Nel 1276 il feudo, nella sua integrità, passò a Gentile della Posta, del quale fu successore il figlio Bartolomeo. Sul finire del regno di Carlo II d'Angiò, e cioè nei primordi del secolo XIV, era feudataria di Civitavecchia Isabella Filangerio, della mobilissima prosapia venuta nel Reame coi normanni, e che aveva preso il nome da Angerio (signore d'Angers) prode cavaliere crociato.
La famiglia Filangerio (Filii Angerii), poi Filangeri, chiarissima nel sacerdozio e nelle armi, e dalla quale uscì nei tempi recenti il sommo autore della “Scienza della Legislazione”, Gaetano Filangieri (1752-1788), godeva di nobiltà in Napoli nei seggi di Nido e Capuana, e conseguì nel 1444 l'abito di Malta. Nel 1307 Isabella Filangerio assegnò alla propria figlia Isabella Ianvilla, in dotario, la metà dei corpi feudali di Civitavecchia, in occasione delle sue nozze con Roffredo [o Loffredo] Filomarino del Giglio, patrizio napoletano. Civitavecchia per questo motivo passò in dominio dell'illustre casato dei Filomarino, sorrentino in origine, che ascese in fastigio nel secolo XIII ed iscritto nel Seggio di Capuana.
Dalla fine del secolo XIV fino alla metà del secolo successivo Civitavecchia fu pertinenza della Contea di Montàgano [in antico Montàvano], avendo per signori feudali gli stessi titolari che in questa si successero.
Nel 1450, alla morte di Francesco di Montagano, Civitavecchia venne data in feudo alla famiglia Piscitelli da Ferrante I d'Aragona. Questo casato, insieme a quello dei d'Alagno (d'Alagna), tenne in feudo Civitavecchia per un periodo ultrasecolare. Nella prima metà del secolo XVII Civitavecchia divenne feudo dei Della Marra, signori di Macchia d'Isernia.
Ultima famiglia feudale, con possesso in data anteriore al 1648, fu quella dei D'Alessandro, baroni e poi duchi di Pescolanciano.
Erano provenienti da Duronia trentasei dei centosettantuno lavoratori italiani scomparsi nel Disastro di Monongah, avvenuto negli Stati Uniti d'America il 6 dicembre 1907.

## Monumenti e luoghi d'interesse

### Roccaforte Civita dei Sanniti (III secolo a.C.)
Ricordiamo tra le attrazioni naturali del paese l'imponente massiccio roccioso che porta il nome di Civita che presenta resti di fortificazioni sannitiche.
Il massiccio sembra un arduo ed esteso pascolo con quattro creste che ne interrompono il profilo. Quelle creste si sprofondano nella valle opposta determinando burroni; sono le vette dei “morconi” che dalla valle s'innalzano per più di duecento metri e anticamente rendevano inaccessibile “Civita” da attacchi esterni. Ma la “Civita” non era inviolabile dalle altre parti, e queste, vennero rafforzate da una cinta muraria della quale sopravvivono poderosi ma frammentari resti nelle falde settentrionale ed orientale del colossale macigno. Dall'alto di Civita è possibile osservare ad occhio nudo ventotto Comuni.

### Borgo medievale di Civitavetula
Il centro, che nel medioevo era conosciuto come “Civitavetula”, conserva nel nucleo più antico le caratteristiche medievali. Sono riconoscibili, nonostante i rimaneggiamenti subiti, le robuste strutture del castello medievale. Monumento architettonico è la chiesa di San Nicola, antichissima e forse coeva dell'abitato del quale occupa la parte più elevata, fra le creste dei “morconi”, così da dominarlo per intero. Ormai chiusa al culto, è sorta probabilmente nello stesso periodo del castello. Restaurata nel 1886, è ad una sola navata e conserva la statua dell'Immacolata, di pregevole fattura.
Dal 1441 è la croce in pietra nel centro del paese che denota caratteristiche simili a quella di Civitanova del Sannio.

### Sito archeologico di Duronia
Una serie di ritrovamenti dimostrano l'antichità di Duronia: un recinto sannitico è stato localizzato in località Civita dove, peraltro, sono stati trovati anche alcuni reperti tombali. Altre tracce di fortificazioni sannitiche sono individuabili lungo il tratturo Lucera - Castel di Sangro, dove è localizzata anche la cascina del duca di Pescolanciano. I resti di una villa romana sono stati riportati alla luce in località Casaglivune. Altri reperti sannitici e romani sono stati rinvenuti nella località Vicende, Casale e San Basilio.
In località "San Tommaso" sorge un santuario (rudere) circondato dall'alternarsi di rocce e vegetazione.

## Società

### Evoluzione demografica
Abitanti censiti

## Cultura

### Cucina
Piatto tipico di Duronia sono le “Laganelle”, tagliatelle fatte in casa con pasta all'uovo e lo "squattone", pasta con il vino.

## Geografia antropica
L'attuale centro di Duronia arroccato su una roccia, sorge sull'antico tratturo Lucera – Castel di Sangro a 918 m s.l.m. e con superficie di 22,24 km². Confina con Torella del Sannio, Molise, Frosolone, Civitanova del Sannio, Bagnoli del Trigno, Pietracupa.
Il suo agro è disseminato di costruzioni rurali, alcune ancora in attività, altre oramai abbandonate ma ancora denotanti le tipiche caratteristiche delle dimore rurali della fine Ottocento - inizio Novecento. Il centro abitato conserva nel nucleo più antico caratteristiche prettamente medievali. Paese di emigrazione, in cento anni ha perso 2 000 abitanti partiti per il lavoro all'estero. È passato da 2 600 abitanti a circa 600 attuali.
Il paese ha risentito le conseguenze dell'emigrazione, sia a livello degli affetti sia a livello strutturale, con il fenomeno del degrado del patrimonio edilizio e l'abbandono delle terre.
Sui tratturi, a Duronia, a Chiauci, a Civitanova sono ancora visibili i resti di rocche sannitiche.

## Amministrazione
Di seguito è presentata una tabella relativa alle amministrazioni che si sono succedute in questo comune.
| Periodo          | Periodo          | Primo cittadino     | Partito                   | Carica              | Note  |
| ---------------- | ---------------- | ------------------- | ------------------------- | ------------------- | ----- |
| 25 giugno 1985   | 30 giugno 1990   | Petracca Luigi      | Democrazia Cristiana      | Sindaco             | [ 8 ] |
| 30 giugno 1990   | 1º aprile 1993   | Luigi Petracca      | Democrazia Cristiana      | Sindaco             | [ 8 ] |
| 1º aprile 1993   | 22 novembre 1993 | Giuseppe Canale     |                           | Comm. pref.         | [ 8 ] |
| 22 novembre 1993 | 17 novembre 1997 | Luigi Petracca      | Democrazia Cristiana      | Sindaco             | [ 8 ] |
| 17 novembre 1997 | 26 giugno 2001   | Luigi Petracca      | Partito Popolare Italiano | Sindaco             | [ 8 ] |
| 28 maggio 2002   | 9 dicembre 2003  | Franco Adducchio    | lista civica              | Sindaco             | [ 8 ] |
| 9 dicembre 2003  | 14 giugno 2004   | Cesare De Rosa      |                           | Comm. pref.         | [ 8 ] |
| 14 giugno 2004   | 30 novembre 2006 | Adelmo Berardo      | lista civica              | Sindaco             | [ 8 ] |
| 28 maggio 2007   | 8 marzo 2012     | Michelino D'amico   | lista civica              | Sindaco             | [ 8 ] |
| 8 marzo 2012     | 12 aprile 2012   | Scipione Lombardi   |                           | Comm. pref.         | [ 8 ] |
| 12 aprile 2012   | 7 maggio 2012    | Lombardi Scipione   |                           | Comm. straordinario | [ 8 ] |
| 7 maggio 2012    | 12 giugno 2017   | Michelino D'amico   |                           | Sindaco             | [ 8 ] |
| 12 giugno 2017   | 13 giugno 2022   | Michelino D'amico   | lista civica Paese mio    | Sindaco             | [ 8 ] |
| 13 giugno 2022   | in carica        | Paolo Mario Berardo | lista civica Paese mio    | Sindaco             | [ 8 ] |

## Sport
La società Duromolisina Calcio militava nel campionato di calcio di III categoria. Lo sport è praticabile a Duronia nell'impianto del campo da calcio e del campo da tennis. Inoltre era presente una squadra di calcio a 5 che giocava in Serie C2, il Duronia Calcio a 5.